# Akaroa
Akaroa és una vila de la península de Banks a la regió de Canterbury a l'illa del Sud de Nova Zelanda.

## Política
Nacionalment, Akaroa es troba a la circumscripció electoral general de Selwyn i a la circumscripció electoral maori de Te Tai Tonga de la Cambra de Representants de Nova Zelanda.
Selwyn es considera en general una circumscripció conservadora i que sovint vota pel Partit Nacional. Des de les eleccions de 1946 ha guanyat sempre el Partit Nacional, i mai ha guanyat el Partit Laborista; des de les eleccions de 2008 ha guanyat dues vegades Amy Adams. En les eleccions de 2011 Adams guanyà amb el 69,14% del vot de la circumscripció.
Te Tai Tonga, en canvi, és una circumscripció més liberal i varia entre candidats del Partit Laborista i el Partit Maori. Actualment aquesta circumscripció és representada per Rino Tirikatene del Partit Laborista. En les eleccions de 2011 sortí victoriós amb el 40,62% del vot, quedà prop del 31,79% que rebé el candidat Rahui Katene del Partit Maori.